# TPB AFK
《TPB AFK: The Pirate Bay Away From Keyboard》是一部紀錄片，由賽門·克羅斯執導，改編自海盜灣BT種子網站三位創始人彼得·桑德、菲德瑞克·耐耶、加特菲德·斯沃特何姆的真實故事。自2008年夏天開始拍攝，至2012年8月25日結束拍攝，並於2013年2月8日發行。
在上訴法院的審判之後，影片的網站自2010年8月28日上線啟用，與Kickstarter網路募款網站合作預計募款2萬5千美元來雇用一名電影編輯人員。但是募款活動在三天時間總共收到51424美元。在2011年2月，瑞典政府的藝術補助委員會還額外給予這部影片補助達20萬瑞典克朗（約3萬1千美元）。
影片將會由海盜灣與其他的BT網站以CC授權來發行。影片DVD將會發送給那些贊助海盜灣開發人員的支持者。